# Миллер, Кит Харви
Кит Ха́рви Ми́ллер (англ. Keith Harvey Miller; 1 марта 1925, Сиэтл, штат Вашингтон — 2 марта 2019, Анкоридж, Аляска) — американский политик, 3-й губернатор штата Аляска (1969—1970), секретарь штата Аляска (1966—1969).

## Биография
Кит Харви Миллер родился 1 марта 1925 года в Сиэтле, в семье Хопкинса Кита Миллера (Hopkins Keith Miller) и Сары Маргарет Миллер, урождённой Харви (Sarah Margaret Miller, née Harvey). В 1943 году Кит Миллер окончил школу в Ботелле (штат Вашингтон). Во время Второй мировой войны он служил в Военно-воздушных силах Армии США. После окончания войны он учился в Вашингтонском университете в Сиэтле; окончив его в 1953 году, получил степень бакалавра искусств (B.A.) по бизнес-администрированию. В декабре 1953 года Миллер женился на Дайане Мэри Дойл (Diana Mary Doyle).
В 1957 году Кит Миллер переехал в Анкоридж (штат Аляска), где он получил работу в местном отделении Налогового управления США. В начале 1960-х годов началась его политическая карьера — в ноябре 1962 года, победив на выборах в качестве кандидата от республиканской партии, он стал членом Палаты представителей Аляски. На следующих выборах, проходивших в ноябре 1964 года, Миллеру не удалось сохранить свой пост. Таким образом, он проработал в Палате представителей Аляски один двухлетний срок (официальные даты — с 3 января 1963 года до 3 января 1965 года).
На проходивших в ноябре 1966 года выборах губернатора Аляски кандидатом от республиканской партии был Уолтер Хикель, а Кит Миллер в связке с Хикелем претендовал на пост вице-губернатора (в то время эта должность называлась «секретарь штата Аляска»). Хикелю и Миллеру удалось одержать верх над представителями демократической партии — действующими губернатором Уильямом Иганом и секретарём штата Хью Уэйдом, и 5 декабря 1966 года Миллер вступил в должность секретаря штата.
29 января 1969 года Уолтер Хикель оставил пост губернатора Аляски, приняв предложение президента США Ричарда Никсона занять в его кабинете пост министра внутренних дел. В результате Кит Миллер стал третьим (вслед за Уильямом Иганом и Уолтером Хикелем) губернатором штата Аляска. Одним из наиболее важных событий, происшедших во время пребывания Миллера на посту губернатора, был договор об аренде нефтяного месторождения Прадхо-Бей, который принёс штату 900 млн долларов. Миллер также предложил создать инвестиционный фонд штата, основанный на нефтяных доходах.
В ноябре 1970 года Кит Миллер участвовал в выборах губернатора Аляски, надеясь сохранить свой пост, но уступил кандидату от демократической партии Уильяму Игану (Миллер набрал 37,3 %, а Иган — 42,3 % голосов). В ноябре 1972 года Кит Миллер одержал победу на выборах в Сенат Аляски. Он проработал сенатором штата один четырёхлетний срок (официальные даты — с 3 января 1973 года до 3 января 1977 года). В 1974 году Миллер пытался вновь побороться за пост губернатора Аляски, но проиграл первичные выборы от республиканской партии. В 1977 году губернатор Джей Хаммонд назначил Миллера на пост председателя Транспортной комиссии Аляски (Alaska Transportation Commission). В этой должности Миллер проработал восемь лет.
В 1997 году была издана автобиографическая книга Кита Миллера под названием «Губернатор Прадхо-Бей: Кит Миллер с Аляски» (Prudhoe Bay Governor: Alaska's Keith Miller, Anchorage, Todd Communications, 1997).
Кит Миллер скончался 2 марта 2019 года в Анкоридже от рака поджелудочной железы.